# Michele Coppolillo
Michele Coppolillo (né le 17 juillet 1967 à Cosenza, dans la province du même nom en Calabre) est un coureur cycliste italien. 

## Biographie
Professionnel de 1991 à 2001, Michele Coppolillo a remporté le Trophée Pantalica en 1997 et s'est classé troisième de Milan-San Remo 1996,.

## Palmarès

### Palmarès amateur
- 1986
  - 3e du Gran Premio Pretola
- 1988
  - 3e du Gran Premio Pretola
- 1990
  - Sei Giorni del Sole

### Palmarès professionnel
- 1992
  - 2e du Tour de Calabre
- 1993
  - 2e de Monte Carlo-Alassio
- 1994
  - 2e de la Semaine cycliste internationale
- 1995
  - 3e du Memorial Nencini
  - 4e du Grand Prix de Zurich
- 1996
  - 4eb étape du Tour méditerranéen
  - 2e du Critérium international
  - 3e du Trofeo Laigueglia
  - 3e du Tour de Berne
  - 3e de Milan-San Remo
- 1997
  - Trophée Pantalica
  - 2e étape de la Hofbrau Cup (contre-la-montre par équipes)

### Résultats sur les grands tours

#### Tour de France
1 participation
- 1999 : abandon (9e étape)

#### Tour d'Italie
9 participations
- 1991 : non-partant (12e étape)
- 1992 : non-partant (13e étape)
- 1993 : 77e
- 1994 : 29e
- 1995 : abandon (7e étape)
- 1996 : non-partant (20e étape)
- 1997 : 33e
- 1998 : 75e
- 2001 : 136e

#### Tour d'Espagne
2 participations
- 1993 : abandon (15e étape)
- 1994 : 41e